# Eric Young (catch)
Pour les articles homonymes, voir Eric Young et Young.
 (juillet 2021).
Jeremy Fritz (né le 15 décembre 1979 à Florence, Ontario), plus connu sous le nom d'Eric Young est un lutteur professionnel (catcheur) canadien. Il travaille actuellement à la Total Nonstop Action Wrestling.
Il s'est fait connaitre d'abord en tant que membre de la Team Canada.
Au cours de son premier passage à la TNA, il y remporte avec Bobby Roode les championnats du monde par équipe de la National Wrestling Alliance à deux reprises mais également tous les championnats de la TNA incluant le TNA World Heavyweight Championship. Il fut également le seul homme à détenir les championnats par équipe des Knockouts (avec ODB).

## Carrière

### Circuit indépendant (1998-2007)
Fritz est fan de catch depuis l'âge de six ans. Il s'entraîne avec Carl LeDuc, le fils de Paul, un catcheur québécois ; ainsi qu'au près de Scott D'Amore qui est aussi promoteur de la Border City Wrestling dans la province de l'Ontario et adopte le nom de ring d'Eric Young.

### Total Nonstop Action Wrestling (2004-2016)

#### Team Canada (2004–2006)
Lors de Turning Point 2004, lui et Bobby Roode battent 3Live Kru (B.G. James et Ron Killings) et remportent les NWA World Tag Team Championship pour la deuxième fois.

#### Super Eric et rivalité avec la Main Event Mafia (2008–2009)

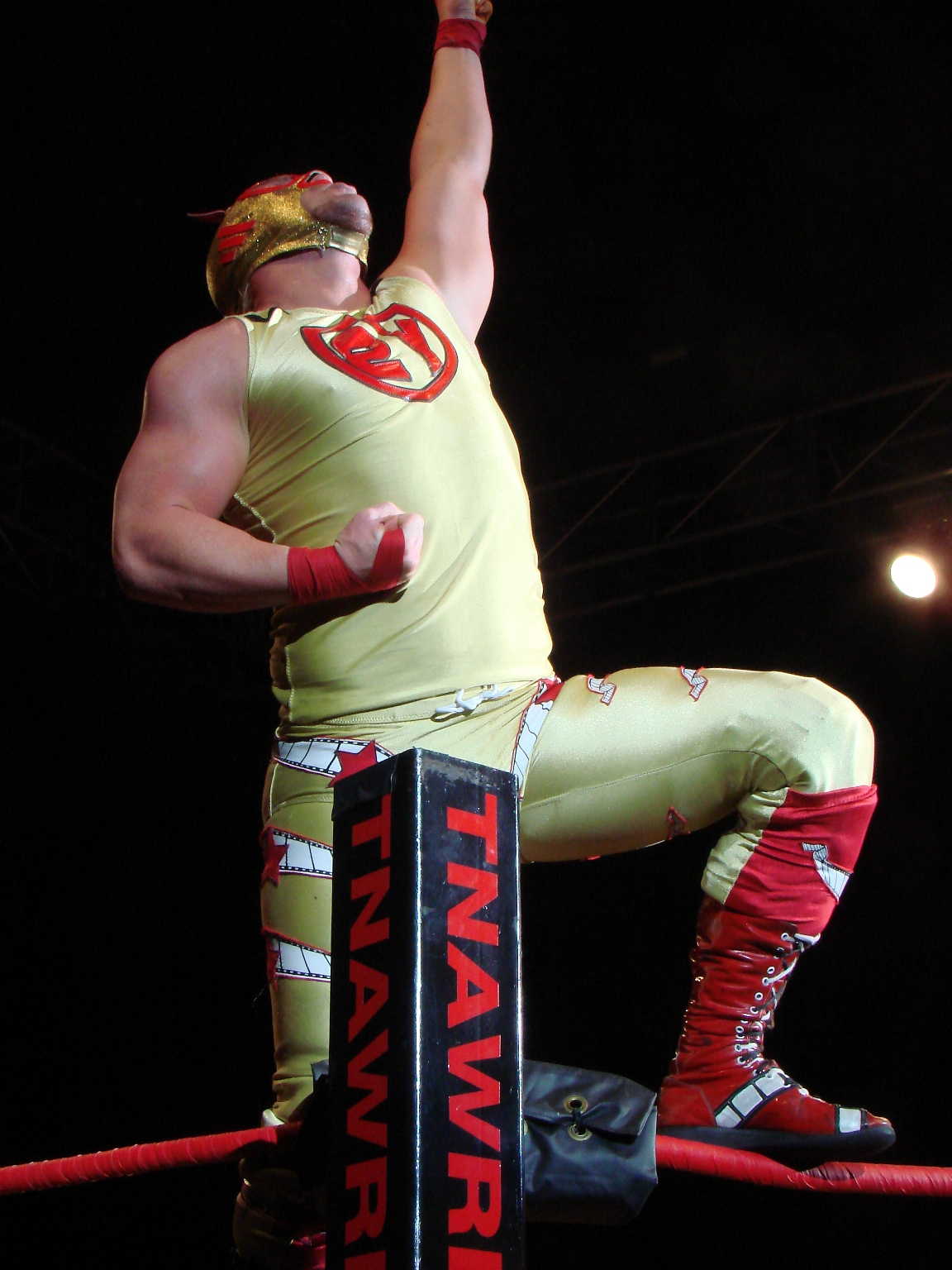
Young en tant que Super Eric

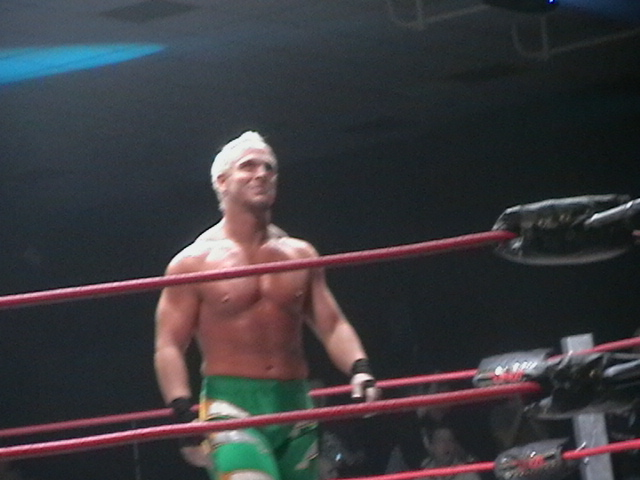
Eric Young lors d'un house show en Janvier 2009

#### The World Elite (2009–2010)

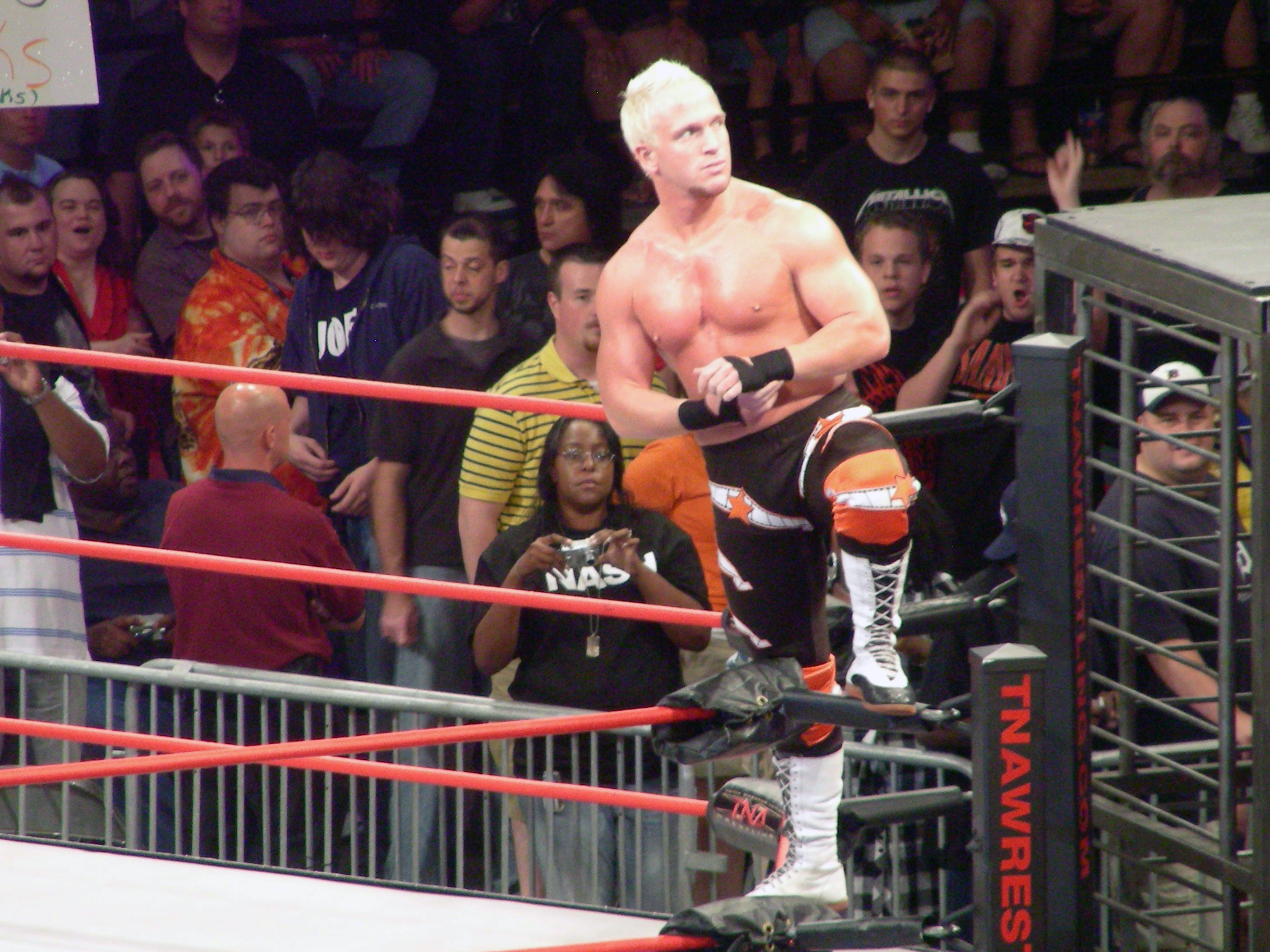
Eric Young lors de Slammiversary 2009

Le 23 juillet 2009, il s'excuse pour ses démêles avec Jeff Jarrett et souhaite bonne chance à Mick Foley dans son match contre Kurt Angle pour le contrôle de la TNA. Foley l'autorise à rejoindre A.J. Styles, Daniels, James Storm et Bobby Roode pour affronter The British Invasion, Kiyoshi et Sheik Abdul Bashir. Cependant, il se retourne contre les TNA Originals en portant un piledriver sur Styles, qui subit le tombé final. Il devient alors le leader de la World Elite, composé de lui-même (représentant le Canada), Sheik Abdul Bashir (l'Iran), Kiyoshi (le Japon), et The British Invasion (le Royaume-Uni). La semaine suivante, il aide Brutus Magnus et Doug Williams à remporter les IWGP Tag Team Championship, détenues jusqu'ici par la Team 3D. Le 6 août à Impact, il est révélé que Kurt Angle et lui ont passé un accord pour fusionner la Main Event Mafia et la World Elite en un clan encore plus important.
Lors de Bound for Glory 2009, il bat Kevin Nash et Hernandez dans un Triple Threat match et remporte le TNA Legends Championship.

#### The Band (2010)

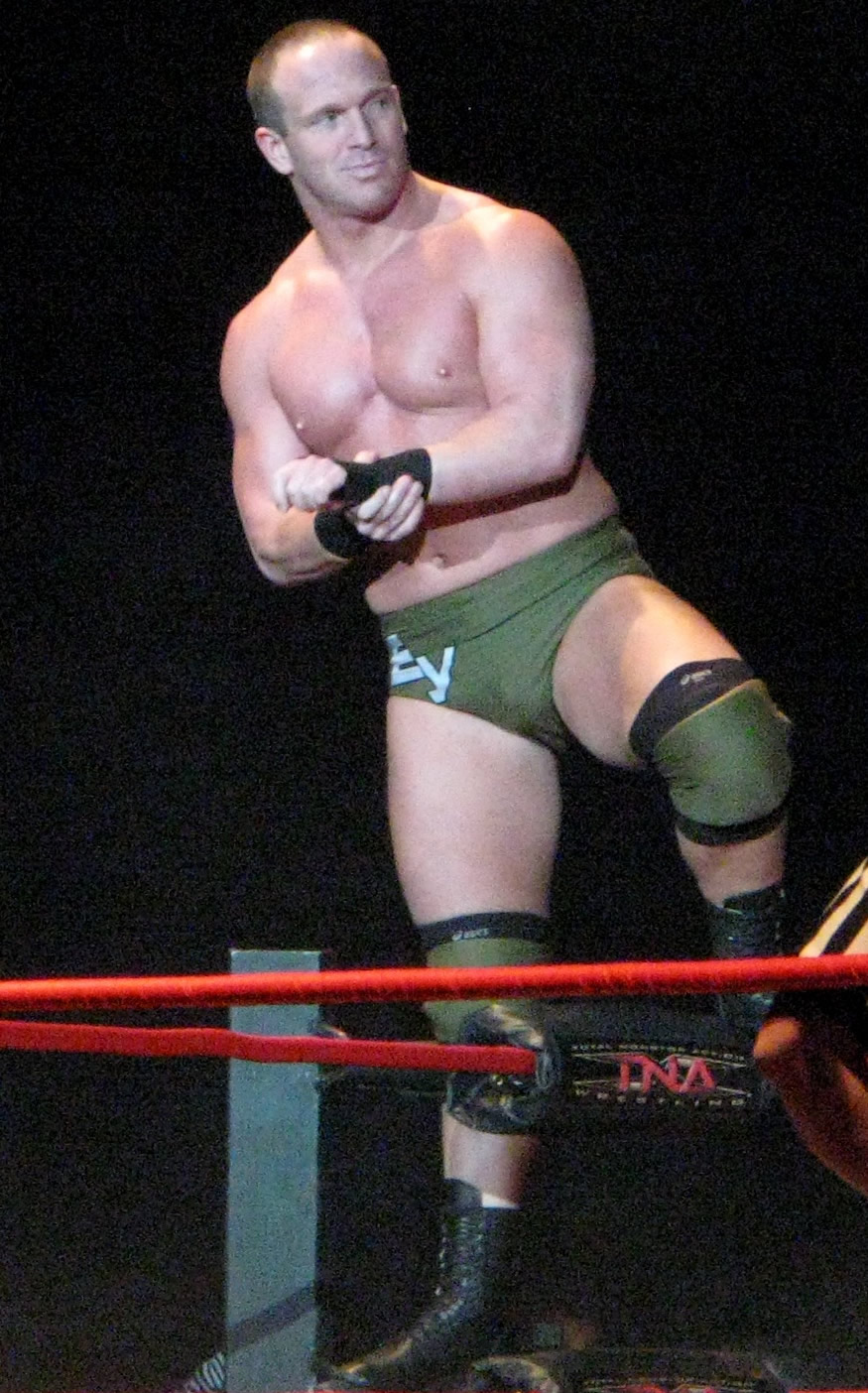
Young en 2010

Le 29 mars, Nash lui offre une place au sein de The Band, proclamant que l'incident de Destination X était juste une affaire, rien de personnel. Young refuse et fait équipe avec Rob Van Dam et Jeff Hardy pour battre The Band dans un match en cage. Lors de Lockdown (2010), il perd contre Kevin Nash. Le 3 mai 2010, il  se retourne contre la Team 3D et rejoint The Band. La semaine suivante, Nash encaisse sa Feast or Fired Briefcase, et fait équipe avec Scott Hall pour battre Matt Morgan et remporter les TNA World Tag Team Championship. Nash nomme Young comme troisième champion en vertu de la "Freebird Rules",. Lors de Sacrifice (2010), Hall et Nash conservent les titres contre Ink Inc. (Jesse Neal et Shannon Moore). Le 17 juin, The Band se voit retirer les ceintures à cause des problèmes légaux de Scott Hall,. Le lendemain, Hall est viré de la TNA. Lors de l'impact du 24 juin, lui et Kevin Nash décident de se séparer, car Nash avait l'intention de s'en prendre à Hulk Hogan, qu'il blâmait pour ce qui était arrivé à Hall et Waltman, et ne voulait pas qu'il ait des ennuis à cause de cela,.

#### Alliance avec Orlando Jordan, TNA Télévision Champion et rivalité avec Robbie E (2010-2012)
Lors de l'Impact Wrestling du 26 mai 2011, il bat Gunner et remporte le TNA Television Championship,.
Lors de Turning Point (2011), il perd le titre contre Robbie E à la suite des interventions de Rob Terry.

#### Alliance avec ODB et TNA Knockout Tag Team Champion (2012-2013)
Le 22 décembre, dans le Wild Card Tournament, il est associé à ODB. Ils sont éliminés du tournoi par Magnus et Samoa Joe.
Le 8 mars, lui et ODB battent Gail Kim et Madison Rayne et remportent les TNA Knockout Tag Team Championship. Après le match, ODB accepte la demande en mariage de Young. Deux semaines plus tard, ils conservent leur titres contrent Mexican America (Sarita et Rosita). Le 12 avril à Impact Wrestling, Young et ODB se marient dans une cage. Lors de Lockdown (2012), ils conservent leurs titres contrent Sarita et Rosita dans un Lockdown Cage Match. Lors de Sacrifice (2012), il perd contre Crimson.
Lors de Lockdown (2013), lui, Sting, Magnus, James Storm et Samoa Joe battent Aces & Eights (Devon, DOC, Garett Bischoff, Knux et Mr. Anderson) dans un Lethal Lockdown Steel Cage Match.

#### Champion du Monde de la TNA et rivalité avec MVP (2014-2015)

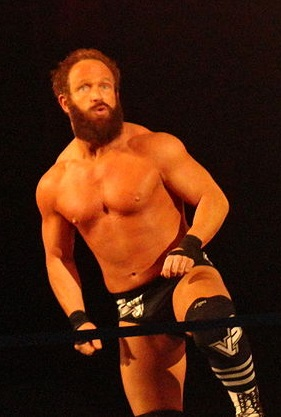
Young en janvier 2014

Lors de l'Impact Wrestling du 10 avril 2014, il remporte une bataille royale et devient challenger n°1 pour le TNA World Heavyweight Championship et plus tard dans la soirée, il bat Magnus et remporte le TNA World Heavyweight Championship pour la première fois de sa carrière, et il devient le septième TNA Triple Crown Champion et le quatrième TNA Grand Slam Champion,. La semaine suivante, il conserve son titre contre Abyss dans un Monster's Ball match. Lors de Sacrifice (2014), il conserve son titre contre Magnus. Lors de Slammiversary XII, il conserve son titre contre Austin Aries et Lashley dans un Steel Cage Match. Lors de l'Impact Wrestling du 19 juin, il conserve son titre contre Kenny King, mais lors du main event du show, il perd le titre contre Lashley.
Lors de Impact Wrestling du 12 janvier 2016, il bat Bobby Roode et remporte le TNA King Of The Mountain Championship. Lors de l'édition d'Impact Wrestling du 8 mars, il conserve son titre dans un King of the Mountain match contre Big Damo, Bram, Jimmy Havoc et Will Ospreay. Lors de Sacrifice 2016, il perd le titre contre Bram dans un Falls Count Anywhere Match.

### Global Force Wrestling (2015)
Le 7 juillet, il est annoncé que Young sera à la Global Force Wrestling dans le cadre du partenariat avec la TNA.
Il annonce son départ de la TNA le 22 mars 2016.

### World Wrestling Entertainment (2016-2020)

#### NXT Wrestling (2016-2018)
Il arrive à la NXT le 4 mai 2016. Lors de cette soirée, il confronte le nouveau Champion De La NXT Samoa Joe qu'il affrontera plus tard dans la soirée, match qu'il perdit,.

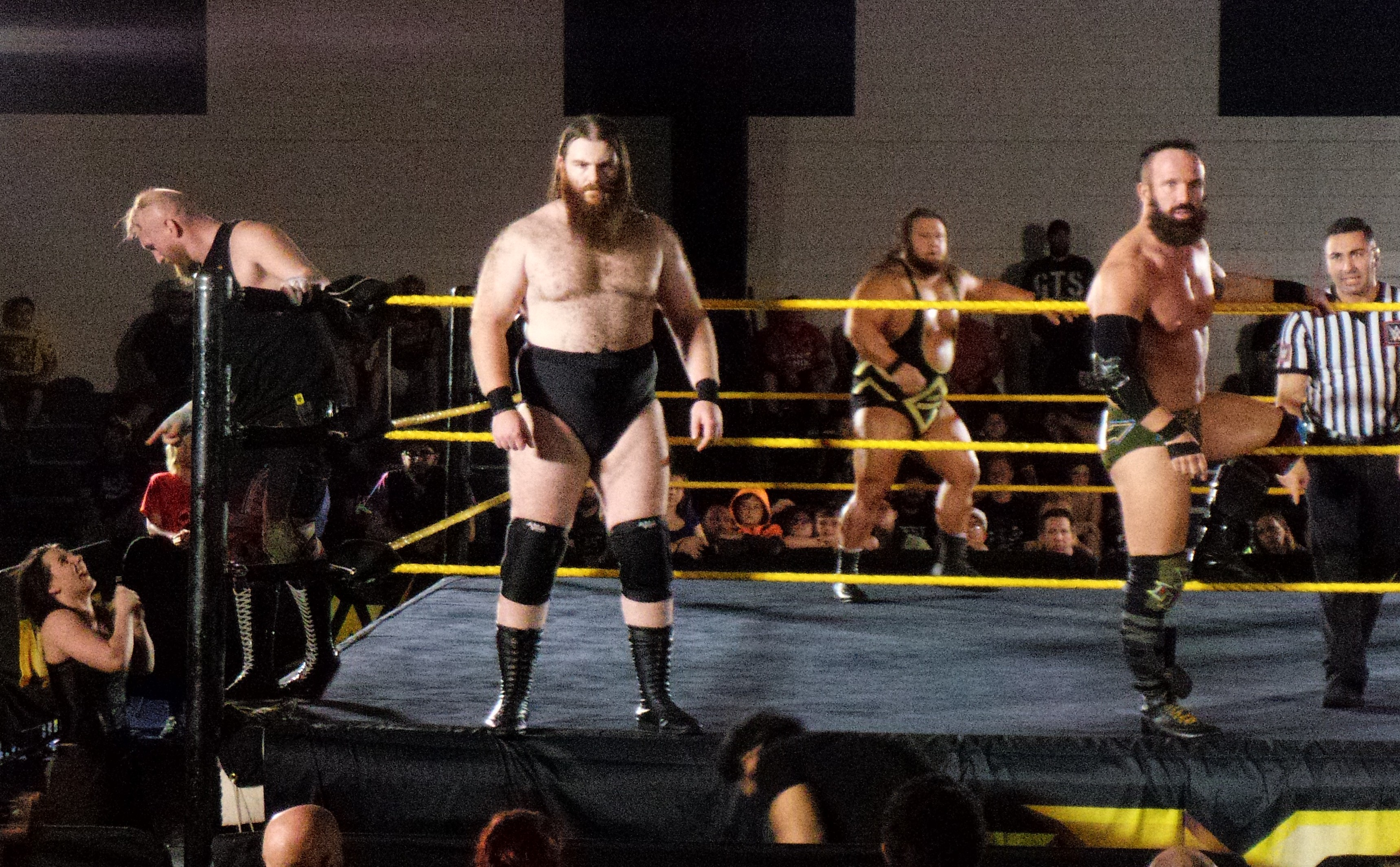
Young (à l'extrême droite) en tant que membre de SAnitY en Mai 2017

Lors de NXT du 12 octobre 2016, il fait son retour au sein de NXT en se révélant être le leader de SAnitY, clan formé pour le Dusty Rhodes Tag Team Classic et composé de Saywer Fulton, Alexander Wolfe et Nikki Cross. Lors de NXT Takeover: San Antonio, il bat Tye Dillinger. Lors de NXT Takeover: Orlando, SAniTY bat une équipe composée de Tye Dillinger, Roderick Strong, No Way Jose et Ruby Riot. Lors de NXT Takeover: Chicago, il perd contre Roderick Strong. Le 31 mai, lui et Alexander Wolfe perdent face à Roderick Strong et Kassius Ohno.

#### NXT Tag Team Champion (2017)
Lors de NXT Takeover: Brooklyn III, lui et Alexander Wolfe battent The Authors Of Pain (Akam et Rezar) et remportent les NXT Tag Team Championship, puis se font attaquer après le match par Bobby Fish et Kyle O'Reilly. Lors de NXT du 27 septembre, il perd contre Adam Cole. Le 20 décembre à NXT, SAnitY perd les titres par équipes de la NXT contre The Undisputed Era (Bobby Fish et Kyle O'Reilly). Le 14 mars à NXT, Eric Young et Alexander Wolfe passent le premier tour du tournoi Dusty Rhodes Classic 2018 en battant Riddick Moss et Tino Sabbatelli. Le 17 mars lors d'un Live Event de NXT, il perd contre Kyle O'Reilly. Le 28 février à NXT, SAnitY est éliminé du Dusty Rhodes Classic en perdant contre Roderick Strong et Pete Dunne.

#### Smackdown Live(2018-2019)
Le 17 avril lors du Superstar Shake-Up, SAnitY (Eric Young, Alexander Wolfe et Killian Dain) est transféré à Smackdown Live. Le 24 avril, une vidéo est diffusée, annonçant l'arrivée de SAnitY à SmackDown Live. Le 25 avril à NXT, il perd contre Aleister Black. Le 1er mai, une vidéo est diffusée annonçant le chaos que SAnitY va apporter à SmackDown Live. Le 8 mai à SmackDown Live, un autre teaser de l'arrivée de SAnitY est diffusé. Le 19 juin à SmackDown Live, ils font leurs débuts en attaquant The Usos. Le 26 juin à SmackDown Live, il bat Jeff Hardy par disqualification après avoir été attaqué par les Usos et ne remporte pas le WWE United States Championship de ce dernier, plus tard, SAnitY perd contre The Usos et Jeff Hardy. Le 3 juillet à SmackDown Live, ils attaquent The New Day. Le 10 juillet à SmackDown Live, accompagnés des Bludgeon Brothers, les membres de SAnitY attaquent la Team Hell No qui recevra le secours du New Day qu'ils tabasseront également. Plus tard dans la soirée, The Bludgeon Brothers et SAnitY perdent contre la Team Hell No et le New Day.
Lors du kick-off de Extreme Rules, SAnitY bat le New Day au cours d'un Tables match. Le 17 juillet à SmackDown Live, il bat Kofi Kingston. Le 14 août à SmackDown Live, SAnitY perd contre le New Day. Le 4 septembre à SmackDown Live, lui & Killian Dain perdent un Triple Threat Tag Team Match lors du premier tour d'un tournoi par équipe contre The Rusev Day (Rusev & Aiden English), ce match impliquait aussi les Usos.
Lors des Survivor Series (2018), lui et Dain gagnent un 10-on-10 Elimination match avec The New Day, Gallows et Karl Anderson, The Colóns et The Usos contre The Revival, The B-Team, The Ascension, The Lucha House Party et Bobby Roode & Chad Gable bien qu'ils se soient fait éliminer par Bobby Roode.
Le 19 février à SmackDown Live, il perd contre Ricochet.

#### Draft àRawet départ (2019-2020)
Le 15 avril 2019, lors du Superstar Shake-Up, il rejoint seul la division Raw. Le 10 juin, à Raw, après discussion avec Baron Corbin pour devenir arbitre spécial, il se fait attaquer par Seth Rollins.
Le 15 avril 2020, la World Wrestling Entertainment annonce son licenciement en raison des restrictions d'effectif dues à la crise de COVID-19 dans le monde.

### Retour à Impact Wrestling (2020-2022)

#### Retour et Impact World Champion (2020)
Le 18 juillet 2020, il fait son retour à Slammiversary en tant que participant surprise dans le 5 way pour le Impact World Championship où il a éliminé Trey avant d'être lui-même éliminé par Rich Swann.
Il a ensuite attaqué Swann avec une chaise en blessant le genou de Swann agissant comme un Heel. Il attaqua de nouveau Rich Swann au genou lors de l'annonce de départ à la retraite de ce dernier confirmant son heel turn.
Le 25 août à Impact, il attaque le champion du monde de Impact, Eddie Edwards, réclamant une opportunité pour son titre. Le 1er septembre à Impact, il bat Eddie Edwards et remporte le Championnat Du Monde De Impact pour la deuxième fois.
Lors de Bound for Glory 2020, il perd le titre contre Rich Swann. Le 27 octobre à Impact, il attaque Rich Swann en backstage et réclame son match revanche pour le Impact World Championship qu'il obtient mais finit par perdre. Le 3 novembre à Impact, lui et Sami Callihan battent Rich Swann et Eddie Edwards grâce à une intervention de Ken Shamrock.

#### Violent By Design et départ (2020-2022)
Lors de Turning Point (2020), il apparait aux côtés de Joe Doering et s'attaque avec ce dernier aux Deaners. Le 24 novembre à Impact, ils attaquent Fallah Bahh, Daivari et Rhino. Le 8 décembre à Impact, il bat Cody Deaner. Après le match, lui et Doering attaquent les Deaners mais ils fuiront face à Rhino armé d'une barre de fer.
Le 22 mars à Impact, il bat Eddie Edwards avant qu'une bagarre générale ne commence entre Violent by Design et l'équipe d'Edwards.
Le 20 mai à Impact, VBD encaisse le Call your Shot de Rhino (qu'il détient depuis 2020)  lui permettant d'avoir un match de championnat n'importe quand, Rhino et Doering s'en servent pour affronter et battre FinJuice (Juice Robinson et David Finlay) et ainsi remporter les Impact World Tag Team Championship,. Le 3 juin à Impact, il déclare que les titres appartient au groupe collectivement, et que en tant que leader, il déciderait qui les défendrait, ainsi Deaner et lui sont également reconnu comme champion en vertu de la Freebird Rule permettant à plus de deux catcheurs de défendre des titres par équipe,.
Lors de No Surrender (2022), il perd contre Jay White. Lors de Sacrifice (2022), lui et Joe Doering battent The Good Brothers et remportent les Impact World Tag Team Championship pour la deuxième fois avec Deaner également reconnu comme champion en vertu de la Freebird Rule. Lors de Under Siege (2022), ils perdent leur titres contre The Briscoe Brothers (Jay Briscoe et Mark Briscoe).
Lors de Slammiversary (2022), il perd contre Josh Alexander et ne remporte pas le Impact World Championship.

### Retour à la World Wrestling Entertainment (2022-2023)
Young a signé de nouveau avec la WWE en novembre 2022. Cependant, en avril 2023, Young a demandé sa libération et l'a discrètement accordée car il ne voulait pas travailler avec Vince McMahon.

### Second retour à Impact Wrestling/Total Nonstop Action Wrestling (2023-...)
Lors de Slammiversary fait son retour en tant que partenaire mystère de Scott D'Amore pour reformer Team Canada et ils battent Bully Ray et Deaner.

## Palmarès
- Allied Powers Wrestling Federation
  - 1 fois APWF Cruiserweight Champion

- Family Wrestling Entertainment
  - 1 fois FWE Heavyweight Champion

- Lariato Pro Wrestling
  - 1 fois Lariato Pro Championship (actuel)[80]

- Memphis Wrestling
  - 1 fois Memphis Southern Tag Team Champion avec Johnny Devine

- Total Nonstop Action Wrestling/Impact Wrestling
  - 2 fois TNA World Heavyweight/Impact World Champion
  - 3 fois TNA King Of The Mountain Champion
  - 1 fois TNA X Division Champion
  - 1 fois TNA World Beer Drinking Champion
  - 4 fois Impact World Tag Team Champion avec Kaz (1), Kevin Nash et Scott Hall (1), Rhino, Joe Doering et Deaner (1) et Joe Doering et Deaner (1)
  - 2 fois NWA World Tag Team Champion avec Bobby Roode
  - 1 fois TNA Knockout Tag Team Champion avec ODB (règne le plus long)
  - TNA Turkey Bowl (2011, 2012)
  - TNA World Cup of Wrestling (2014) avec Bully Ray, Eddie Edwards, Gunner et ODB
  - 4° Grand Slam Champion
  - 7° Triple Crown Champion

- World Wrestling Entertainment
  - 1 fois NXT Tag Team Champion avec Alexander Wolfe

- Autres titres
  - 1 fois ACW Heavyweight Champion
  - 2 fois FSPW Independent Champion
  - 1 fois IWF Heavyweight Champion
  - 1 fois NSP Independent Champion
  - 1 fois XWC World Heavyweight Champion

## Récompenses des magazines
- Pro Wrestling Illustrated

| Année | 2004 | 2005 | 2006 | 2007 | 2008 | 2009 | 2010 | 2011 | 2012 | 2013       | 2014 | 2015 | 2016 | 2017 | 2018 | 2019 | 2020       | 2021 | 2022 | 2023       | 2024 |
| ----- | ---- | ---- | ---- | ---- | ---- | ---- | ---- | ---- | ---- | ---------- | ---- | ---- | ---- | ---- | ---- | ---- | ---------- | ---- | ---- | ---------- | ---- |
| Rang  | 181  | 60   | 172  | 120  | 60   | 72   | 49   | 96   | 86   | Non classé | 19   | 33   | 88   | 92   | 111  | 201  | Non classé | 77   | 234  | Non classé | 227  |